# Белорусско-датские отношения
Белорусско-датские отношения — сегодняшние и исторические отношения между Республикой Беларусь и Королевством Данией.
Белоруссия представлена в Дании через своё посольство в Стокгольме. Дания представлена через своё посольство в Москве. Дания, вместе с Норвегией, признала и установила отношения с Белоруссией 14 января 1992 г. Обе страны являются членами Организации по безопасности и сотрудничеству в Европе. Дания является полноправным членом Совета Европы, в то время как Белоруссия является официальным кандидатом.

## Помощь
С 1990 по 2003 гг. Белоруссия получила от Дании денежную помощь в 108 млн датских крон. Дания помогает Белоруссии с развитием демократии, гражданского общества, свободными средствами массовой информации и по предотвращению торговли людьми. 28 января 2009 г. была проведена встреча между белорусскими и датскими НПО, на которой рассматривались вопросы расширения сотрудничества между Белоруссией и Данией.

## Торговля
В 2008 году товарооборот между Белоруссией и Данией составил $ 116 млн. Белорусский экспорт составил $ 19 миллионов. Датский экспорт составил $ 96 млн.
В 2009 году товарооборот составил $ 118 млн. Дания инвестировала в 21 белорусское предприятие.
29 января 2009 года делегация обеих стран обсудила торгово-экономические отношения между двумя странами.
Динамика внешней торговли в 2011—2019 годах (млн долларов):